# Проспект Обуховской Обороны
Проспе́кт Обу́ховской Оборо́ны — одна из самых длинных улиц в Невском и Центральном районах Санкт-Петербурга. Ограничена площадью Александра Невского и Синопской набережной с одной стороны и Шлиссельбургским проспектом (под именем Шлиссельбургского проспекта дорога полностью совпадающая с современным проспектом Обуховской Обороны, указана в справочнике Весь Петроград за 1916 год) и Караваевской улицей с другой. Является самым длинным проспектом внутри застройки Санкт-Петербурга — 11 километров (для сравнения: проспект Энгельса — 11 км, Московский проспект — 9,3 км, Софийская улица — 20,5 км). На ряде участков фактически является набережной Невы.

## История
Первая магистраль на месте нынешнего проспекта Обуховской Обороны была проложена по указу Петра I и отмечается на картах с 1723 года. Это была почтовая дорога на Шлиссельбург и Архангельск. С 1733-го до 1830-х годов она именовалась Шлиссельбургская дорога (с 1799 года также Архангелогородская дорога), с 1830-х годов — Шлиссельбургский тракт (название Архангелогородский тракт перестало употребляться в 1880-е годы).
В середине XIX века на месте Шлиссельбургского тракта возникли проспекты:
- Шлиссельбургский проспект — от площади Александра Невского до Прогонного переулка (ныне — часть Большого Смоленского проспекта).
- проспект Села Смоленского — от Прогонного переулка до Московской улицы (ныне — улица Крупской).
- проспект местности Чугунного завода — от Московской улицы до Владимирского переулка (ныне — часть Фарфоровской улицы). В 1918-19 году переименован в проспект села Михаила Архангела, а в 1926 году — в проспект им. Крупской (назван в честь Н. К. Крупской).
- проспект Села Фарфорового завода — от Владимировского переулка до небольшой Леснозаводской улицы, переходящей в Куракину дорогу которая соединяла Неву со Средней Рогаткой. В 1920-е годы в честь В. Володарского был переименован в проспект Села Володарского.
- проспект Села Александровского — от Куракиной дороги до Церковного переулка (ныне — часть улицы Грибакиных). 19 мая 1931 года переименован в проспект Памяти Обуховской Обороны, а 1940-е годы получил современное название — проспект Обуховской Обороны.
- проспект Деревни Мурзинки — от Церковного переулка до современного Рыбацкого проспекта.

Конка появилась на тракте с 1880-х годов, с 1890-х годов была запущена паровая конка.
Проспект Села Александровского, находившийся у бывшего Обуховского завода (в советское время завод «Большевик»; Прежнее название заводу было возвращено в 1992 году — ФГУП «Государственный Обуховский завод»), получил название проспект Обуховской Обороны в память о столкновении рабочих завода с полицией 7 мая 1901 года, которая вошла в историю под названием Обуховской обороны.
15 декабря 1952 года несколько проспектов были объединены в проспект Обуховской Обороны (однако уже на карте в справочнике Весь Петроград за 1916 год, вся территория, которую занимает современный проспект упоминается под именем Шлиссельбургский проспект). 23 февраля 1987 года к нему был присоединён отрезок до улицы Третьей Пятилетки.

## Достопримечательности
- На проспекте Обуховской Обороны находится памятник архитектуры XVIII века, Троицкая церковь «Кулич и Пасха», построенная в 1785 году архитектором Н. А. Львовым.
- Дом № 13 — дореволюционное здание, фасады были переоформлены в 1950-х[6].
- Дома № 15 и 17 были построены в середине XX века в стиле сталинского неоклассицизма по проектам архитектора Э. И. Ярмолинского[7].
- Дом № 22 — церковь иконы Божией Матери «Всех скорбящих радость», воссозданная в 2017—2023 годах[8].
- Дом № 23 — угловой корпус со Слободской улицей был построен в 1870-х, в 1955-м был возведён корпус вдоль проспекта Обуховской обороны, арх. Леонид Гальперин и Эмиля Ярмолинского[6].
- Дом № 32 — ДК Невского машиностроительного завода им. В. И. Ленина — ДК «Невский». Арх. Е. А. Левинсон, Б. А. Григорьев, Ю. И. Земцов. 1968—1972 гг.
- Дом № 33, литера А — дом причта церкви Божией Матери Всех Скорбящих Радости, 1904, архитектор Г. Г. фон Голи. «Русский стиль». В настоящее время жилой дом. Региональный памятник архитектуры[9].
- Дом № 54 — историческое здание, в 1920-х в нём располагалась школа, одной из учениц которой с 1922 по 1926 год была Ольга Берггольц[10]. В январе 2024 года здание внесли в список объектов, обладающих признаками объектов культурного наследия[11].
- Дом № 70, корпус 3 — бывшая ситцевая фабрика, построена в конце XIX века. В советское время — прядильно-ткацкая фабрика имени Ногина. Здание отремонтировано в 2008 году под бизнес-центр[6].
- Дом № 80 — Невская косметика, в советское время — Невский завод косметических изделий.
- Дома № 86 — производственные корпуса Петровской мануфактуры и здание фабричного управления Спасской мануфактуры. Памятник архитектуры. 1870—1880-е годы, архитектор Фёдор Габерцетель. С 1922 года — прядильно-ткацкая фабрика «Рабочий».
- В доме № 94/96 расположен водно-моторный клуб «Невская волна».
- Здания Императорского фарфорового завода (проспект Обуховской Обороны, 151); рядом находилось Фарфоровское кладбище.
- Корпуса Александровского сталелитейного завода (дом 116) были построены в 1890-е годы по проекту И. И. Шапошникова.
- Дом 120 — Обуховский завод, в советское время — Ленинградский завод «Большевик».
- Дом 120, лит. ЕЧ — Конструкторское бюро специального машиностроения.
- Дом № 121а — здание воскресно-вечерней школы Русского технического общества. Построено в 1913 году по проекту Г. П. Хржонстовского.
- Дом № 129 — здание Британско-американской церкви при Александровском главном механическом заводе (совр. Пролетарский завод). Здание построено в 1901 году, автор неизвестен. Здание сохранилось в перестроенном виде, сейчас в нём располагается телефонный узел, некоторые помещения сдаются.
- Дом № 257 — здание технической школы при Обуховском сталелитейном заводе. Построено в 1913—1915 годах по проекту Ф. Ф. Лумберга.
- Сад имени 30-летия Октября

## География
Пересекает следующие улицы:
- Набережная Обводного канала — примыкание.
- Глиняная улица — примыкание.
- Мельничная улица — примыкание.
- Улица Профессора Качалова — примыкание.
- Слободская улица — примыкание.
- Смоляная улица — примыкание.
- Большой Смоленский проспект — примыкание.
- Общественный переулок — примыкание.
- Улица Ольминского — примыкание.
- Переулок Ногина — примыкание.
- Проспект Елизарова — примыкание.
- Улица Ольги Берггольц — примыкание.
- Улица Ткачей — примыкание.
- Улица Крупской — примыкание.
- Улица Дудко — примыкание.
- Железнодорожный проспект — примыкание.
- Фарфоровская улица — примыкание.
- Переулок Матюшенко — примыкание.
- Ивановская улица
- Леснозаводская улица — примыкание.
- Улица Шелгунова — примыкание.
- Ново-Александровская улица — примыкание.
- Улица Чернова и Бертовский переулок — примыкание.
- Улица Грибакиных — примыкание.
- Улица Бабушкина — примыкание.
- Запорожская улица — примыкание.
- Прогонная улица — примыкание.
- Рыбацкий проспект — примыкание.
- Мурзинская улица — примыкание.
- Шлиссельбургский проспект — примыкание.
- Проспект Обуховской Обороны продолжается на юго-восток Караваевской улицей.

Также пересекает водные преграды:
- Реку Монастырку по Монастырскому мосту.
- Обводный канал по Шлиссельбургскому мосту.

## Сносы
- На участке под современным номером 110 с XIX века находилась Императорская Карточная фабрика, в советские годы — Комбинат цветной печати. Корпуса были построены в 1867—1870 годах по проекту архитектора Генриха Штегемана, главный производственный корпус (литера Б) в 2014 году был признан объектом культурного наследия. К нему примыкали административный корпус и ремонтно-механический цех Карточной фабрики. В 2006 году КГИОП исключил их из списка выявленных ОКН. В 2007 они и ещё шесть корпусов были снесены по заказу ОАО «Комбинат цветной печати»; подрядчиком выступала группа компаний «Размах». К 2015 году группа компаний «Эталон» («ЛенспецСМУ») построила на участке жк «Молодёжный»[12]. Благодаря охранному статусу главный производственный корпус не снесли, новый ЖК расположился «подковой», окружая историческое здание[13]. В 2020 году владелец ЖК нашёл инвестора, который согласился выкупить историческую постройку и отреставрировать её с приспособлением под современное использование[14][15]. В 2021 году была проведена экспертиза и разработан проект восстановления, который однако предусматривает «отказ от стилизации под XIX век» и придание «современного облика фасадам»[16][17].
- В мае 2022 года ради строительства съезда с проектируемого Большого Смоленского моста КГИОП одобрила снос домов № 44, 48, 54, 56, 60, 68, 69 (лит. В) и 71. Пять из них были построены в 1917 году, два — в 1871 и 1851 годах[18]. Согласно закону об охранных зонах Санкт-Петербурга, в городе запрещён снос дореволюционных строений[19]. Чтобы дать разрешение на снос, 23 ноября 2021 года Совет по сохранению культурного наследия одобрил внесение изменений в закон о зонах охраны[20][21][22][23]. По заявлению зампреда КГИОП Алексея Михайлова, мемориальную ценность сносимых зданий предлагают компенсировать установкой памятных знаков[10][24]. Градозащитники утверждают, что прямая необходимость сноса есть только для домов № 48 и № 44[25].

## Проспект Обуховской Обороны в культуре
- На вышедшем в 2003 году альбоме Максима Леонидова «Hippopotazm» есть песня, называющаяся «Проспект Обуховской Обороны», которая впоследствии появилась также в 2007 году в его альбоме «Мир для Марии»[26].
- На вышедшем в 2022 году альбоме «Дом Всех Святых» группы «Аквариум» в песне «Сюрприз» дважды встречаются слова о проспекте Обуховской Обороны.

## Наземный транспорт
Ближайшие станции метро — «Площадь Александра Невского», «Елизаровская», «Ломоносовская», «Пролетарская» и «Рыбацкое».
На проспекте от площади Александра Невского до улицы Грибакиных и от Рыбацкого проспекта до Шлиссельбургского проспекта проложена трамвайная линия (маршруты № 7, 24, 27, 39, 65) — участок от площади Александра Невского примерно до нынешнего Невского завода открыт в 1918 году, от Невского завода до нынешнего Рыбацкого проспекта открыт в 1922 году.
На участке от площади Александра Невского до улицы профессора Качалова проложена троллейбусная линия (маршруты № 14, 16).
На участке от площади Александра Невского до Большого Смоленского проспекта и от улицы Шелгунова до Шлиссельбургского проспекта действует автобусное сообщение (маршруты № 8, 58 и 11, 48, 53, 97, 115А, 117, 189, 327 соответственно).